# Francesco Vezzoli
Francesco Vezzoli (ur. 1971 w Brescia) – włoski artysta plastyk i filmowiec, tworzący instalacje, fotografię i sztukę wideo. Jego twórczość jest połączeniem inteligencji artystycznej i kultury popularnej. W swoich pracach Vezzoli jest często porównywany do takich artystów jak Jeff Koons czy Cindy Sherman.

## Kariera
W latach 1992–1995 studiował w londyńskiej Central Saint Martins College of Art. W swoich wczesnych pracach w latach 1994-96 ponownie nakreślił arcydzieła XX-wieczne Marka Rothko i Josefa Albersa jako skromne, ręcznie szyte haftki z drobnej litery. Po powrocie do Włoch, Vezzoli stworzył swoją pierwszą serię filmów zatytułowaną An Embroidered Trilogy (Haftowana trylogia, 1997-99).
W 2000 Vezzoli nakręcił film krótkometrażowy The Kiss (Let's play Dynasty) z Helmutem Bergerem. W 2002 roku jego filmy były tematem wystawy indywidualnej w New Museum w Nowym Jorku. Film Non-Love Meetings (2004) z serii Trilogy of Death (2004) przedstawia program, w którym zawodnicy pokazują swoje talenty w nadziei zdobycia miłości takich gwiazd, jak aktorka Catherine Deneuve. Jego Trailer for a Remake of Gore Vidal’s Caligula (2005) z udziałem Courtney Love jako tytułowej bohaterki, wraz z Helen Mirren, Benicio del Toro i Millą Jovovich z kostiumami autorstwa Donatelli Versace, w 2005 roku był prezentowany na Biennale w Wenecji, kiedy reprezentował Włochy. Film był również wyświetlany w ramach Biennale Whitney w 2006 roku.
W 2007 roku Vezzoli ponownie znalazł się na Biennale w Wenecji we włoskim pawilonie z wideo kampanię polityczną w okresie poprzedzającym wybory prezydenckie w USA w 2008 roku - Democrazy (2007) z Sharon Stone i francuskim filozofem Bernardem-Henrim Lévy jako parą kandydatów na prezydenta USA. W tym samym roku wystawił Right You Are (If You Think You Are) Luigiego Pirandello w Muzeum Guggenheima w Nowym Jorku z udziałem Abigail Breslin, Cate Blanchett i Dianne Wiest. W 2009 wspólnie z Romanem Polańskim stworzył spot reklamowy nieistniejących perfum o nazwie „Greed” (po angielsku „Chciwość”) z Natalie Portman i Michelle Williams.
14 listopada 2009 w MoCa (Museum of Contemporary art) w Los Angeles przygotował widowisko, w którym Lady Gaga wykonała piosenkę „Speechless” na różowym fortepianie Steinway & Sons ozdobionym malowanymi motylami, podczas gdy tancerze baletu z Teatru Bolszoj tańczyli obok.
W maju 2017 roku znalazł się na okładce włoskiej edycji dla mężczyzn magazynu L’Uomo Vogue jako prezydent USA z węgierską aktorko porno Ciccioliną w stylizacji Jackie-Melanii-Ciccioliny.

## Filmografia
- 2004: Amália Traïda (film krótkometrażowy)
- 2005: Trailer for a Remake of Gore Vidal’s Caligula (film krótkometrażowy)
- 2007: Democrazy (film krótkometrażowy)
- 2011: La Nuova Dolce Vita (film krótkometrażowy)
- 2015: Prima Donna